# 海地護照
海地共和國护照（法語：Passeport haïtien）是海地公民進出其他國家的旅行證件。
換領海地护照的外籍人士必须是海地公民，並需要提交有關在籍证明。 根據海地的宪法規定，不容許海地公民，包括有直系家屬持海地國籍或在海地出生者持雙重國籍，如該海地公民在其後后来加入其他国籍，也不再視為海地公民。

## 外貌
護照封面顏色為深蓝色，刻有銀色的海地國徽。「海地共和国」字樣的刻字以該國的兩個官方語言—法語和海地克里奥尔语分別刻在國徽的上方和下方。
虽然海地是加勒比共同体的正式成員之一，然而其护照並沒有依照加勒比共同体护照標準加上組織徵章和名稱識別，同樣為有關組織的成員國卻沒有在護照上加上識別的另有巴哈馬護照和蒙塞拉特島護照。

## 历史
在1937年至1942年間，任何國家的公民都可以在海地國外取得海地公民身份和護照，從而令大約100名居於东欧的犹太人透過成為海地公民身份的方法逃避納粹軍的狙擊。 引起美国方面對海地政府這種出售護照行為的關注。 海地政府為了向瑞士銀行償還大筆贷款，海地政府曾以拍賣方式把100本定價為3,000美元的海地護照在德國發售。
2011年，海地護照推出首本生物特徵護照。

## 签证要求
根据2025年1月8日发布的亨利护照指数，海地护照可免签证、落地签证或电子签证入境53个国家和地区，位居世界第89，与柬埔寨、中非共和国、乍得、约旦护照并列。

## 参看
- 海地公民签证要求